# خويلد (اسم)
خويلد هو اسم علم مذكر من أصل عربي، ومعناه هو تصغير خالد من الخلد.

## شخصيات تحمل الاسم
- خويلد الضمري الكناني
- خويلد بن أسد ( – 585)
- خويلد بن خالد الخزاعي
- خويلد بن خالد الهذلي
- خويلد بن عمرو الخزاعي
- خويلد بن عمرو السلمي
- خويلد عيادة (لاعب كرة قدم سعودي، 22 أبريل 1997 – )

## وصلات خارجية
- موسوعة السلطان قابوس لأسماء العرب نسخة محفوظة 5 أبريل 2019 على موقع واي باك مشين.